# Yonas Malede
Yonas Malede, né le 14 novembre 1999 à Kiryat-Bialik en Israël, est un footballeur international israélien qui joue au poste d'avant-centre au Maccabi Tel-Aviv.

## Biographie

### En club

#### Formation au Maccabi Netanya
Né à Kiryat-Bialik, Yonas Malede est rapidement repéré par un club phare du pays à savoir le Maccabi Netanya. Il fera toutes les classes jeunes là-bas. Le 24 février 2018, il joue son premier match professionnel face au Maccabi Haïfa FC lors de la 24e journée de Ligat Habursa Leniyarot Erech. Il marque son premier but professionnel le 3 mars 2018 face à l'Hapoël Ashkelon FC.

#### KAA La Gantoise
Le 15 janvier 2021, il signe en faveur du KAA La Gantoise. Il joue son premier match le 24 janvier 2021 lors d'une victoire 3-0 face à l'OH Louvain, comptant pour la 21e journée de Jupiler Pro League. Le 19 mai 2021, il marque son premier but sous ses nouvelles couleurs face au Standard de Liège.

#### KV Malines
Le 1er juillet 2022, il signe en faveur du KV Malines . Il joue son premier match le 13 août 2022 lors d'un match nul 0-0 face au Cercle Bruges, comptant pour la quatrième journée de Jupiler Pro League. Le 9 novembre 2022, il marque son premier but sous ses nouvelles couleurs face au KSC Lokeren en Coupe de Belgique.

### En équipe nationale
Le 5 juin 2021, il honore sa première sélection avec Israël lors d'une victoire 3-1 en match amical face au Monténégro.